# Aphodius isikdagensis
Aphodius isikdagensis là một loài bọ cánh cứng trong họ Scarabaeidae. Loài này được Balthasar miêu tả khoa học năm 1952.